# Phaloesia gentilis
Phaloesia gentilis är en fjärilsart som beskrevs av Jean Baptiste Boisduval 1870. Phaloesia gentilis ingår i släktet Phaloesia och familjen björnspinnare. Inga underarter finns listade i Catalogue of Life.